# Vệ binh Quốc gia Ukraina
Vệ binh Quốc gia Ukraina (tiếng Ukraina: Національна гвардія України, Latinh hóa: Natsionalna hvardiia Ukrainy, thường viết tắt là НГУ, NGU) là lực lượng cảnh sát bán quân sự trực thuộc Bộ Nội vụ Ukraina có chức năng thi hành pháp luật bằng quân sự. Trong thời gian thực hiện thiết quân luật (chủ yếu là trong Chiến tranh Nga-Ukraina), NGU được đặt dưới sự chỉ đạo của Bộ tư lệnh Lực lượng Vũ trang Ukraina.
Mặc dù chỉ là lực lượng bán quân sự, song các đơn vị NGU đã chiến đấu tích cực trong Chiến tranh Donbas (2014-2020) và Chiến tranh Nga-Ukraina (2022 - nay), tham gia nhiều trận nổi tiếng. Qua chiến đấu, các đơn vị NGU đã phát triển về số lượng và chất lượng. Các đơn vị NGU hiện tại được trang bị nhiều vũ khí hạng nặng hiện đại.

## Cơ cấu
Đứng đầu lực lượng là Bộ Tư lệnh Vệ binh Quốc gia. Hiện tại, NGU bao gồm các đơn vị sau đây:

### Các đơn vị tác chiến
- Quân đoàn 1 "Azov"
  - Lữ đoàn tác chiến 1 "Bureviy" (Lữ đoàn Phòng vệ Tổng thống phủ)
  - Lữ đoàn đặc nhiệm 12 "Azov"
  - Lữ đoàn tác chiến 14 "Chervona Kalyna"
  - Lữ đoàn tác chiến 15 "Kara-Dag"
  - Lữ đoàn tác chiến 20 "Lyubart"
- Quân đoàn 2 "Khartia"
  - Lữ đoàn tác chiến 3 "Spartian"
  - Lữ đoàn tác chiến 4 "Rubiz"
  - Lữ đoàn tác chiến 13 "Khartia"
  - Lữ đoàn tác chiến 17 "Poltava"
  - Lữ đoàn tác chiến 18 "Sloviansk"
- Lữ đoàn pháo binh 16
- Lữ đoàn tác chiến 45

### Các đơn vị bảo vệ trật tự trị an công cộng
- Lữ đoàn 11
- Lữ đoàn 19
- Lữ đoàn 21
- Lữ đoàn 23
- Lữ đoàn 25

### Các đơn vị hỗn hợp
- Lữ đoàn 2 "Galicia"
- Lữ đoàn 5 "Slobozhansk"
- Trung đoàn độc lập 27
- Trung đoàn 31 "Cherkasy"
- Tiểu đoàn 32 "Volyn"
- Trung đoàn 34 "Kherson"
- Trung đoàn 35 "Sumysky"
- Trung đoàn 40 "Danylo Nechai"
- Trung đoàn 50 "Vysochan"
- Tiểu đoàn 75 "Zhytomyr"

## Trang bị
| Model                       | Hình ảnh  | Nơi sản xuất                        | Đạn               | Chi tiết |
| Súng ngắn                   | Súng ngắn | Súng ngắn                           | Súng ngắn         | Súng ngắn |
| --------------------------- | --------- | ----------------------------------- | ----------------- | --- |
| TT-33                       |           | Liên Xô                             | 7.62×25mm Tokarev | Kế thừa từ Liên Xô. |
| Fort-12                     |           | Ukraina                             | 9×18mm Makarov    | Súng ngắn tiêu chuẩn của lực lượng đặc nhiệm Omega. |
| Stechkin APS                |           | Liên Xô                             | 9×18mm Makarov    | Trang bị cho lực lượng đặc nhiệm. |
| Makarov PM                  |           | Liên Xô                             | 9×18mm Makarov    | Súng ngắn tiêu chuẩn của Bộ Nội vụ Ukraina |
| Heckler & Koch USP          |           | Đức                                 | 9×19mm Parabellum | Trang bị cho lực lượng đặc nhiệm Alpha. |
| Heckler & Koch SFP9         |           | Đức                                 | 9×19mm Parabellum | Đức tặng để kháng chiến chống Nga xâm lược Ukraina. |
| Glock 17                    |           | ÁoTrang bị cho lực lượng đặc nhiệm. | 9×19mm Parabellum | |
| Submachine gun              |           |                                     |                   | |
| Brügger & Thomet MP9        |           | Thụy Sĩ                             | 9×19mm Parabellum | Số lượng nhỏ. Trang bị cho lực lượng đặc nhiệm. |
| FN P90                      |           | Bỉ                                  | FN 5.7×28mm       | Số lượng nhỏ. Trang bị cho lực lượng đặc nhiệm. |
| Carbines                    |           |                                     |                   | |
| AKS-74U                     |           | USSR                                | 5.45×39mm         | Súng carbin tiêu chuẩn. |
| AKMS                        |           | USSR                                | 7.62×39mm         | Sử dụng ở quy mô hạn chế trong chiến tranh Nga-Ukraina. |
| Assault rifles              |           |                                     |                   | |
| Fort-221                    |           | Israel · Ukraina                    | 5.45×39mm         | Phiên bản được cấp phép của TAR-21. |
| AK-74                       |           | USSR                                | 5.45×39mm         | Súng trường tấn công tiêu chuẩn. |
| AK-12                       |           | Nga                                 | 5.45×39mm         | Thu từ quân Nga. |
| UAR-15                      |           | Ukraina                             | 5.56×45mm NATO    | Lắp ráp tại Ukraina từ các bộ phận chế tạo tại Mỹ. Thay thế dần cho AK                                                                                      |
| M4A1                        |           | Hoa Kỳ                              | 5.56×45mm NATO    | Trang bị cho lực lượng đặc nhiệm. |
| Shotguns                    |           |                                     |                   | |
| Saiga-12                    |           | Russia                              | 12 gauge          | Trang bị cho lực lượng đặc nhiệm. |
| Fort-500                    |           | Ukraina                             | 12 gauge          | Súng bắn đạn xuyên giáp từng được lực lượng chống báo động sử dụng trong sự kiện Maidan.                                                                    |
| Bolt-action rifles          |           |                                     |                   | |
| Mosin-Nagant M91/30         |           | Russian Empire · Liên Xô            | 7.62×54mmR        | Sử dụng cho một số đơn vị của Bộ Nội vụ. |
| Sniper rifles               |           |                                     |                   | |
| Dragunov SVD                |           | Liên Xô                             | 7.62×54mmR        | Súng bắn tỉa tiêu chuẩn. |
| UAR-10                      |           | Ukraina                             | 7.62×51mm NATO    | Thay thế dần súng Dragunov làm súng bắn tỉa chính của Vệ binh Quốc gia Ukraina                                                                              |
| VPR-308                     |           | Ukraina                             | 7.62×51mm NATO    | Phiên bản cái tiến của "Zbroyar" Z-008. VPR-308Win — using 7.62×51mm NATO cartridges. First rifle was delivered January 2014; VPR-338LM — using .338 Lapua. |
| Brügger & Thomet APR        |           | Thụy Sĩ Ukraina                     | 7.62×51mm NATO    | Made under license by Tactical Systems as the TS.M.308/338.                                                                                                 |
| Fort-301                    |           | Israel · Ukraina                    | 7.62×51mm NATO    | [ 25 ] |
| Sako TRG-22                 |           | Phần Lan                            | 7.62×51mm NATO    | The TRG-22 sniper rifle is used by the Alpha Group and the "Omega" special forces units of the National Guard.                                              |
| Blaser R93 Tactical 2       |           | Đức                                 | 7.62×51mm NATO    | Used by the Alpha group. |
| SIG Sauer SSG 3000          |           | Đức                                 | 7.62×51mm NATO    | Used by Alpha Group and Guard Special Forces. |
| Desert Tech SRS             |           | Hoa Kỳ                              | 7.62×51mm NATO    | Introduced by the National Guard in 2016. |
| Cadex Defense CDX-33        |           | Canada                              | .338 Lapua Magnum | [ 28 ] |
| Barrett MRAD                |           | Hoa Kỳ                              | .338 Lapua Magnum | [ 28 ] |
| Desert Tech HTI             |           | Hoa Kỳ                              | .50 BMG           | Introduced by the National Guard in 2020. |
| SAN 511                     |           | Switzerland                         | .50 BMG           | Anti-materiel rifle, used by special forces. |
| Machine gun                 |           |                                     |                   | |
| RPK-74                      |           | Liên Xô                             | 5.45×39mm         | Standard light machine gun. |
| PKM                         |           | Liên Xô                             | 7.62×54mmR        | Standard medium machine gun. |
| Fort-401                    |           | Ukraina · Israel                    | 5.56×45mm         | Ukrainian-produced IMI Negev machine gun. |
| Grenade launcher            |           |                                     |                   | |
| M320                        |           | Đức · Hoa Kỳ                        | 40×46mmSR         | Used by special forces. |
| RGP-40                      |           | Ba Lan                              | 40×46mmSR         | Used by special forces. |
| UAG-40                      |           | Ukraina                             | 40mm              | 500 units were bought for the Ukrainian military in 2016.                                                                                                   |
| Anti-tank warfare           |           |                                     |                   | |
| Barrier                     |           | Ukraina                             |                   | Vehicle mounted anti-tank missile designed to replace 9K11 Malyutka, this weapon is attached to BTR-3s, BTR-4s, and BMP-2. Effective range 5,000 meters.    |
| RPG-7                       |           | Liên Xô                             | 40mm              | Widely available weapon. RPG-7V model used. |
| PSRL-1                      |           | Hoa Kỳ                              | 40mm              | American copy of the RPG-7. |
| M72 LAW                     |           | Hoa Kỳ                              | 66mm              | Used by special forces. |
| RPG-18                      |           | Liên Xô                             | 64mm              | Used in the Russo-Ukrainian War.:67 |
| RPG-22                      |           | Liên Xô                             | 72.5mm            | Used in the Russo-Ukrainian War.:67 |
| RPG-26                      |           | Liên Xô                             | 72.5mm            | Used in the Russo-Ukrainian War.:67 |
| RPG-32                      |           | Nga                                 | 72mm 105mm        | Captured from Russian forces. |
| Bulspike-AT                 |           | Bulgaria                            | 72.5mm            | Bulgarian version of the RPG-22. Used by special forces. |
| M141 Bunker Defeat Munition |           | Hoa Kỳ                              | 83mm              | Used by special forces. |
| SPG-9                       |           | Liên Xô                             | 73mm              | Used by the National Guard. After the 2022 Russian invasion of Ukraine, Bulgarian-made launchers are also used.                                             |
| AT4                         |           | Thụy Điển                           | 84mm              | Used by special forces. |
| Stugna-P                    |           | Ukraina                             | 130mm 152mm       | Used by the National Guard. Effective range 5,000 to 5,500 meters, depending on the warhead used.                                                           |
| 9K111 Fagot                 |           | USSR                                | 120mm             | Effective range 2,000 meters. |
| 9M113 Konkurs               |           | USSR                                | 135mm             | Effective range 4,000 meters. |
| NLAW                        |           | Thụy Điển · Anh Quốc                | 150mm             | Donated by the United Kingdom. Effective range 600 meters, while the new versions have an effective range of 800 meters.                                    |
| Flamethrower                |           |                                     |                   | |
| RPO-A Shmel                 |           | Liên Xô                             | 93mm              | Captured from Russian forces. |